# I Just Can't Stop Loving You
Singles de Michael Jackson
We Are the World
(1985) Bad
(1987)
Pistes de Bad
Man in the Mirror
(7) Dirty Diana
(9)
I Just Can't Stop Loving You est une chanson de Michael Jackson en duo avec Siedah Garrett, écrite et composée par Michael Jackson. Elle apparaît en piste 8 de l'album Bad. Elle est sortie le 20 juillet 1987 comme premier single extrait de ce dernier.
Le titre se classe no 1 au Billboard Hot 100 et aux Hot R&B/Hip-Hop Songs aux États-Unis ainsi que dans plusieurs hit-parades européens.

## Interprétation sur scène
I Just Can't Stop Loving You a été chantée par Michael Jackson pendant les tournées Bad World Tour et Dangerous World Tour. Elle était au programme de la tournée This Is It.

## Crédits
- Écrit et composé par Michael Jackson
- Chant : Michael Jackson et Siedah Garrett
- Basse : Nathan East
- Tambours : Leon Ndugu Chancler
- Guitare : Dan Huff
- Percussions : Paulinho Da Costa
- Piano : John Barnes
- Synclavier : Christopher Currell
- Synthétiseurs : David Paich et Greg Phillinganes
- Programmation des synthétiseurs : Steve Porcaro
- Arrangements rythmiques : Quincy Jones
- Arrangements des synthétiseurs : David Paich et Quincy Jones
- Arrangements vocaux : Michael Jackson

## Reprises
- Toby Love en 2013 dans une version bachata intitulée Todo mi amor eres tu (I Just Can't Stop Loving You).
- Elle a été reprise, arrangée en salsa sur l'album Unity: The Latin Tribute to Michael Jackson produit par Tony Succar sorti en 2015, chantée par Jennifer Peña & Obie Bermúdez.

## Divers
- La chanson a été enregistrée en français sous le titre Je Ne Veux Pas La Fin De Nous et en espagnol sous le titre Todo Mi Amor Eres Tu[1].
- La présence de Siedah Garrett fut une décision de dernière minute de Michael Jackson et Quincy Jones, après que les deux premiers choix de Michael Jackson pour le duo, Barbra Streisand et Whitney Houston, décidèrent de ne pas y participer.